# Kazimierz Kolbiński
Kazimierz Marian Kolbiński (ur. 21 listopada 1901 w Warszawie, zm. 10 września 1989 tamże) – profesor Politechniki Warszawskiej, dziekan Wydziału Elektrycznego, prorektor Politechniki Warszawskiej, prezes Stowarzyszenia Elektryków Polskich.

## Życiorys
Urodził się 21 listopada 1901 w Warszawie, w rodzinie Augustyna, urzędnika Kolei Warszawsko-Wiedeńskiej, i Franciszki z Czajkowskich. W 1931 uzyskał dyplom inżyniera elektryka na Politechnice Warszawskiej.
W 1934, jako podporucznik rezerwy pozostawał w ewidencji Powiatowej Komendy Uzupełnień Warszawa Miasto III i posiadał przydział do batalionu elektrotechnicznego w Nowym Dworze Mazowieckim. Na stopień porucznika rezerwy został awansowany ze starszeństwem z 19 marca 1939 i 51. lokatą w korpusie oficerów saperów.
W 1938–1944 pracował w Elektrowni Warszawskiej. Walczył w Powstaniu Warszawskim, jako oficer Armii Krajowej w Zgrupowaniu „Elektrownia”. W czerwcu 1945 został dyrektorem naczelnym Fabryki Kabli w Bydgoszczy. 15 sierpnia 1947 został dyrektorem Biura Badawczo-Konstrukcyjnego (BBK) w Krakowie przy Zjednoczeniu Przemysłu Kabli i Przewodów. Jednocześnie pracował w Centralnym Zarządzie Przemysłu Elektrotechnicznego w Warszawie jako zastępca dyrektora ekonomicznego i naczelnik Wydziału Zagranicznego. 1 stycznia 1951, jako dyrektor techniczny, zorganizował Centralne Biuro Konstrukcji Kablowych, mieszczące się na terenie fabryki kabli w Ożarowie i przeniósł tam BBK z Krakowa. W 1954 przeprowadził się do Warszawy i poświęcił się całkowicie pracy na Politechnice Warszawskiej.
Od 1935 członek SEP. W 1949 został przewodniczącym Polskiego Komitetu Elektrycznego, a w 1950 w Centralnej Komisji Szkolnictwa Elektrycznego przewodniczył Komisji Prądów Silnych. W latach 1950–1951 był prezesem Oddziału Warszawskiego SEP. W kadencji 1951 był wiceprezesem, a w okresie 1952–1959 był sześciokrotnie wybierany na prezesa SEP. W latach 1959–1961 był wiceprezesem, a w latach 1964–1969 członkiem Prezydium Zarządu Głównego.
Był autorem oraz współautorem dwóch skryptów i trzech książek dotyczących kabli i przewodów oraz materiałoznawstwa elektrotechnicznego. Był współinicjatorem oraz przewodniczącym Komitetu i Zespołu Redakcyjnego „Historii Elektryki Polskiej” – pięciotomowej monografii wydanej przez Wydawnictwa Naukowo-Techniczne w latach 1972–1977. Opublikował ponad 20 artykułów prasowych, z których wiele poświęcił sprawom SEP.
Zmarł 10 września 1989 w Warszawie. Pochowany został na cmentarzu Powązkowskim (kwatera 47, rząd I, grób 7/8).

## Tytuły i stanowiska
1955 tytuł naukowy docenta,
1958 tytuł naukowy profesora nadzwyczajnego.
1956–1960 dziekan Wydziału Elektrycznego
1956 kierownik Zakładu Kabli i Przewodów,
1962 kierownik Katedry Materiałoznawstwa Elektrycznego
1959–1962 prorektor ds. nauki
1962 prorektor ds. ogólnych

## Wybrane publikacje
- Kazimierz Kolbiński: Kable elektroenergetyczne. Warszawa: Państwowe Wydawnictwa Techniczne, 1957, s. 272. (pol.).
- Kazimierz Kolbiński, Jerzy Słowikowski: Materiałoznawstwo elektrotechniczne. Warszawa: Wydawnictwa Politechniki Warszawskiej, 1975, s. 210. (pol.).

## Nagrody, wyróżnienia, odznaczenia
- Krzyż Oficerski Orderu Odrodzenia Polski (1956)
- Złoty Krzyż Zasługi (1948)
- Złota Odznaka Honorowa SEP
- Złota Odznaka Honorowa NOT